# جيوف هورسفيلد
جيوف هورسفيلد (بالإنجليزية: Geoff Horsfield)‏ (1 نوفمبر 1973 ببارنسلي في المملكة المتحدة - ) هو مدرب كرة قدم ولاعب كرة قدم بريطاني في مركز الهجوم. لعب مع برمنغهام سيتي وبورت فايل وسكونثورب يونايتد وشيفيلد يونايتد وليدز يونايتد وليستر سيتي ونادي فولهام ووست بروميتش ألبيون وويغان أتلتيك ونادي سكاربورو ونادي هاليفاكس تاون ونادي ويتون ألبيون ولينكولن سيتي أف سي ونادي جيزيلي ‏ وAlvechurch F.C. ‏ وAthersley Recreation F.C. ‏ وWorsbrough Bridge Athletic F.C. ‏.

## وصلات خارجية
- جيوف هورسفيلد على موقع قاعدة بيانات كرة القدم.إي يو (الإنجليزية)
- جيوف هورسفيلد على موقع Soccerbase.com (لاعب) (الإنجليزية)
- جيوف هورسفيلد على موقع عالم كرة القدم.نت (الإنجليزية)